# Kulturkirche (Schwaneberg)

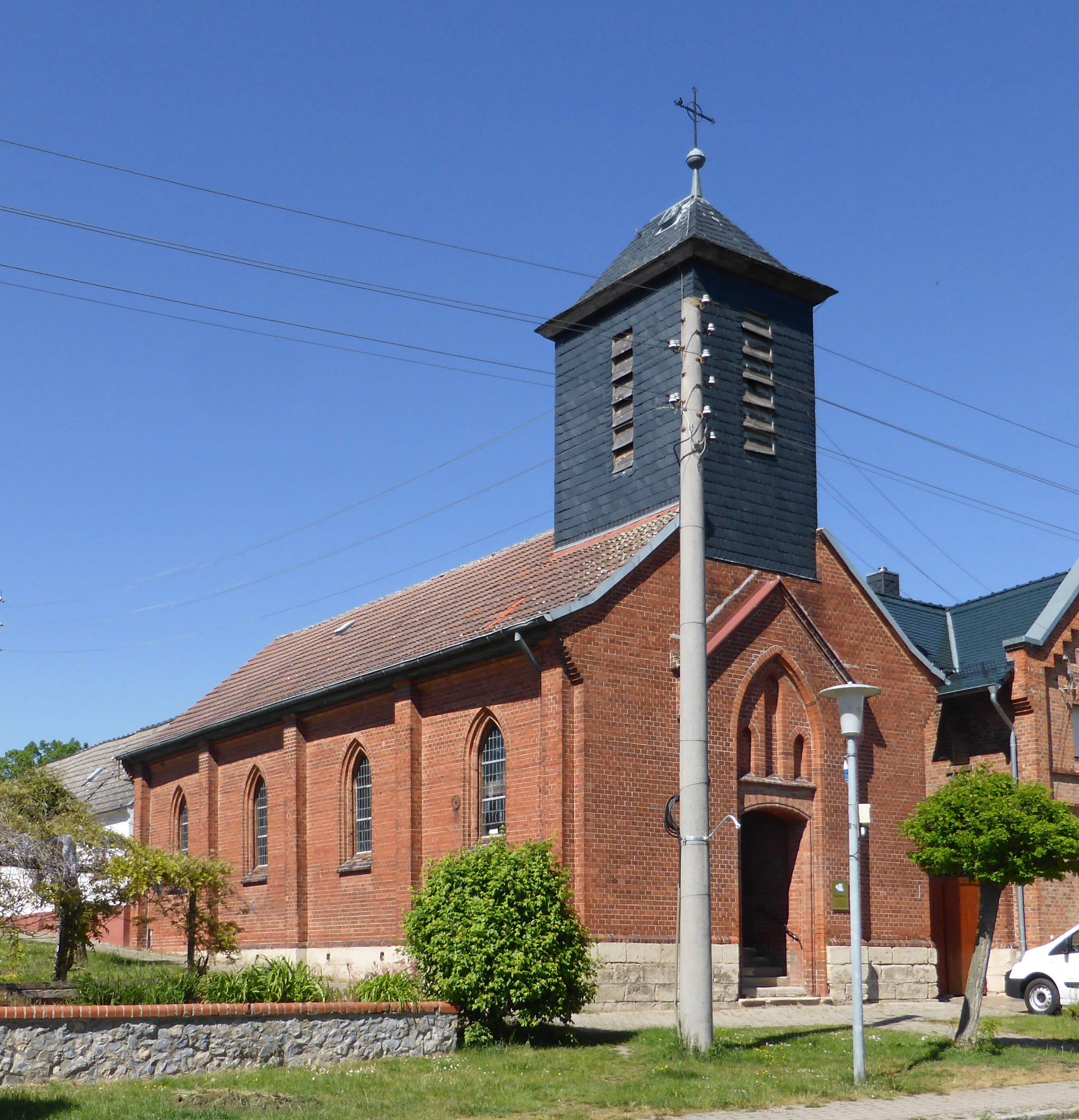
Kulturkirche

Die Kulturkirche ist ein Kirchengebäude in Schwaneberg, einem Ortsteil der Einheitsgemeinde Sülzetal im Landkreis Börde in Sachsen-Anhalt, und hat die Adresse Bördestraße 30.

## Geschichte
Nachdem sich im 19. Jahrhundert katholische Arbeiter, die überwiegend aus dem Eichsfeld und aus Schlesien kamen, in Schwaneberg niedergelassen hatten, entwickelte sich in Schwaneberg katholisches Leben. 1869 erfolgte die Errichtung einer einklassigen katholischen Privatschule. Der Pfarrvikar der St.-Marien-Kirche in Bahrendorf hielt in Schwaneberg Gottesdienste im Saal des Gasthofs Kronefeld. Am 29. August 1897 erfolgte die Weihe der neuerbauten Kirche als Herz-Jesu-Kirche. 1926 wurde in Langenweddingen eine Filialvikarie gegründet, welche die Schwaneberger Kirche von der Bahrendorfer Kirchengemeinde übernahm und fortan als Außenstation betreute. Erst 1947 erfolgte in Schwaneberg selbst die Errichtung einer katholischen Kirchengemeinde.
Nachdem die Kirche in den Jahren zuvor nur noch wenig genutzt worden war, erfolgte am 29. April 2011 ihre Profanierung. Das Kirchengebäude wurde vom Heimat- und Kulturverein Schwaneberg e.V. erworben und wird für kulturelle Veranstaltungen wie Konzerte und Weihnachtsmärkte genutzt. Auch Hochzeiten sind in der Kirche möglich.
Die Kirche ist im Denkmalverzeichnis des Landes Sachsen-Anhalt unter der Erfassungsnummer 094 97474 als Baudenkmal verzeichnet.
Katholiken in Schwaneberg gehören heute zur Pfarrei St. Bonifatius mit Sitz in Stadt Wanzleben, im Dekanat Egeln des Bistums Magdeburg. Näher gelegene Filialkirchen der Pfarrei St. Bonifatius sind St. Marien in Bahrendorf und St. Mauritius in Langenweddingen.